# Che Kopete, la película
Che Kopete, la película es una película de comedia picaresca chilena de 2007, dirigida por León Errázuriz y protagonizada por Ernesto Belloni. Narra la ficticia vida del personaje humorístico de Ernesto Belloni desde su nacimiento hasta su desarrollo como comediante.
La película se llama Che Kopete (con letra K) y no Che Copete (como habitualmente se le llama al personaje de Belloni) para evitar conflictos legales de franquicia ya registrados.

## Sinopsis
Desde su disparatado nacimiento y bautismo en una tinaja de vino en el pueblo La Roca y el fatal fallecimiento de sus padres y mascota amada, Che Kopete (Ernesto Belloni) se traslada a la capital, en búsqueda de una oportunidad como humorista de un cabaret. Su actual y tranquila vida se ve interrumpida de la noche a la mañana, cuando una amiga que le deja al cuidado su hijo, literalmente se muere de la risa en un loco experimento farmacéutico. Al enterarse de esta fatal noticia, la hermana de la víctima, la teniente de policía del Gope de Curacautín, Rita Astorga (Paola Castro), decide investigar y hacer justicia contra los responsables, liderados por la cruel Dolores (Elvira López) y sus secuaces. Antes que el experimento termine con la vida de miles de chilenos, Che Kopete, envuelto por casualidad en el caso, termina convirtiéndose a su manera, en un verdadero antídoto contra el mal.

## Reparto
- Ernesto Belloni como Che Kopete y Anacleto Scalpini.
- Paola Castro como Rita Astorga.
- Elvira López como Dolores Dupont.
- Sebastián Layseca
- Paty Cofré
- Ramón Llao
- Francisca Opazo
- David Olguisser
- Gabriele Benni
- Daniel Ponce
- Marcia Sáenz
- Laura del Real como Mariana Astorga.